# Ivan Strinić
Ivan Strinić (nascut el 17 de juliol de 1987) és un exfutbolista professional croat, que jugava com a defensa. Va ser internacional amb la selecció croata de futbol.

## Carrera de club

### Primers anys
Nascut a Split, Strinić va començar la seva carrera al Hajduk Split, on s'hi va estar fins al 2006, i després va marxar a França per jugar pel Le Mans B. Després va retornar a Croàcia on va jugar amb l'NK Hrvatski Dragovoljac, on s'hi va fixar novament el seu club d'origen, el Hajduk Split.

### Hajduk Split
Tot i que estava a prop de signar un contracte amb el Dinamo de Zagreb, Strinić va decidir signar pel Hajduk Split. El seu primer partit de competició amb el Hajduk fou a l'inici de la temporada 2008/09 contra l'NK Zadar a l'Stadion Poljud, que acabà en victòria 1-0 pel Hajduk. Durant la seva primera temporada amb el Hajduk va jugar 17 partits de lliga, tots com a lateral esquerre.
La temporada 2009-2010 va esdevenir titular regularment, i fou convocat per primer cop amb la selecció croata. Va aconseguir marcar quatre gols a la lliga, inclòs un contra l'etern rival, en un derbi contra el Dinamo Zagreb en una victòria per 2 a 1.
La temporada 2010-11, Strinić va jugar tots els partits del Hajduk a la Lliga Europa de la UEFA 2010-2011, contra RSC Anderlecht, AEK i Zenit St. Petersburg. També va esdevenir el lateral esquerre titular de la selecció croata, i hi va jugar en vuit dels nou partits de classificació per l'Eurocopa 2012.
Va deixar el Hajduk el gener de 2011 després de 77 partits en totes les competicions pel club d'Split, amb cinc gols marcats.

### FC Dnipro Dnipropetrovsk

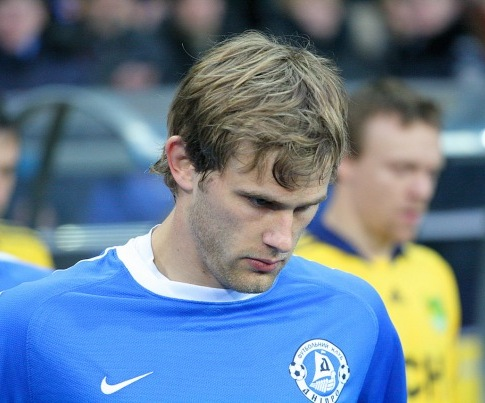
Amb el Dnipro Dnipropetrovsk el 2011.

El 27 de gener de 2011, Strinić va signar contracte amb el Dnipro Dnipropetrovsk per 4 milions d'euros de traspàs. Strinić va debutar amb el Dnipro en partit de lliga contra el Tavriya Simferopol en un empat 2-2 amb el lateral esquerre marcant un gol sorprenent. Aquella temporada només va acabar jugant però cinc partits amb el Dnipro.
La temporada 2011-12 fou molt millor per Ivan, ja que va jugar 27 partits entre totes les competicions, i va jugar en els tres partits de la selecció croata a l'Eurocopa 2012.
La temporada 2012-13 fou també reeixida per Strinić, ja que va mantenir la plaça de titular tant al seu equip com a la selecció, i va jugar 35 partits pel Dnipro entre totes les competicions.
El desembre de 2014, Strinić va anunciar que no renovaria el seu contracte, que s'acabava a finals d'aquell mes.

### SSC Napoli
El jugador va acabar signant per la SSC Napoli, després de 112 partits en quatre anys pel club ucraïnès.

## Carrera internacional

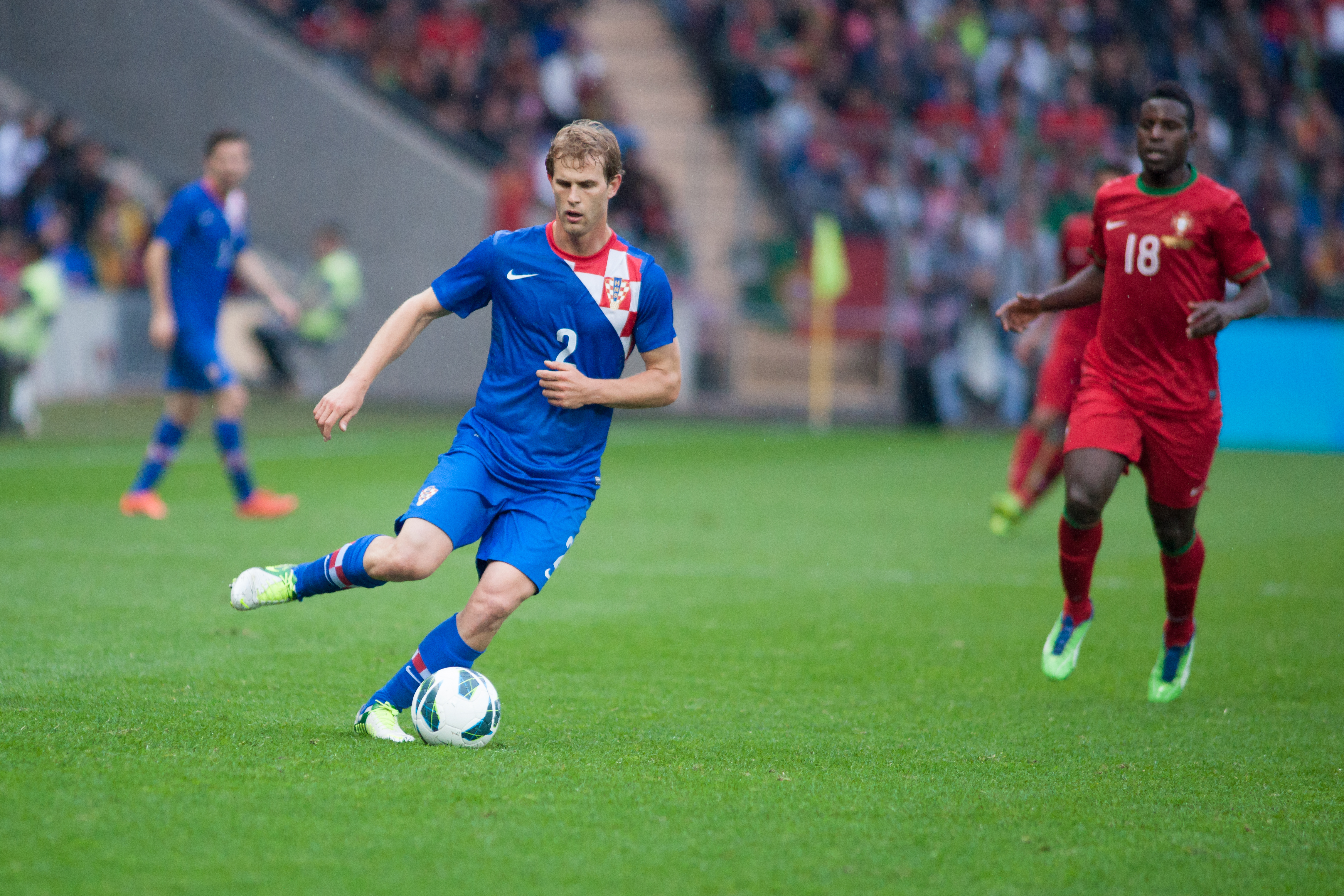
Strinić jugant amb.

Strinić fou convocat per primera vegada per la selecció de futbol de Croàcia pel seleccionador Slaven Bilić per un partit amistós contra la selecció austríaca el 19 de maig de 2010. Des d'aquell moment va esdevenir titular regularment a la selecció, i la primera opció pel lateral esquerre. Va formar part de la selecció croata a l'Eurocopa 2012 a Polònia, on va jugar tots tres partits de la fase de grups. Va donar una assistència per Mario Mandžukić en el partit contra Itàlia, per empatar el partit 1-1. Malgrat que havia estat el lateral dret titular durant els partits de classificació pel Mundial 2014, no va anar finalment al Brasil a jugar la fase final, a causa d'una lesió.

## Palmarès
Hajduk Split
- Copa croata (1): 2009–10